# Карломан II
Карломан II (866 — 12 грудня 884) — король Західно-Франкського королівства (Франція) в 879-884 роках, з династії Каролінгів. До 882 року був співправителем свого брата Людовика III і правив у Бургундії й Аквітанії. Син Людовика II Заїки і Ансгарди Бургундської.

## Карломан— король Бургундії та Аквітанії
Після смерті Людовика II Заїки в 879 році його два сини, Людовик III і Карломан були проголошені співправителями. За підтримки Гуго Абата Людовик III і Карломан II були короновані у вересні 879 року архієпископом Санса Ансегизом в абатстві Ферр'єр біля Монтаржі. У 880 році в Ам'єні королівство було розділене на дві частини: Карломан отримав Бургундію і Аквітанію. Але бургундська знать відмовилася визнати законність цього рішення. У результаті вони вибрали королем Бозона В'єннського. До складу його королівства увійшла більша частина Бургундії і Прованс.

## Війна за Бургундію
Обрання Бозона королем привело до зміцнення зв'язків між каролінзькими королями. Німецькі королі Карл III Товстий і Людовик III Молодший приєдналися до французьких — Людовика III і Карломана. Вони зустрілися в червні 880 року в Гондревілі на Мозелі в Лотарингії і уклали угоду про спільні дії проти Бозона.
Наприкінці 880 року Отен, Безансон, Шалон, Макон і Ліон були захоплені та перейшли під контроль Каролінгів, їхня армія взяла в облогу В'єнн. Бозон відвів велику частину своєї армії в гори, залишивши командувати обороною міста дружину. Незабаром Карл Товстий виїхав до Італії, щоб коронуватися королем Італії, а Людовик III і Карломан II, збагнувши, що не можуть узяти місто, зняли облогу і відступили, що дозволило Бозону повернутися у В'єнн.
Після обрання імператором, Карл Товстий, об'єднавшись з армією Карломана II, відновив військові дії, і в серпні 882 року знову почав облогу В'єнна. Отримавши звістку про смерть брата Людовика III, Карломан зі своєю армією вирушив додому. Проте армія Карла і без допомоги Карломана змогла взяти місто, яке було пограбоване і підпалене. Брат Бозона Річард Заступник узяв дружину Бозона Ірменгарду разом з дітьми під захист і відвіз їх в Отен в той час, як Бозон сховався у Провансі.

## Карломан— король Західно-Франкського королівства
Після смерті брата шістнадцятирічний Карломан був визнаний єдиним королем західних франків і правив під опікою Гуго Абата. Всі вельможі визнали його владу, за винятком Бернара Плантвелю. При Карломані сталося подальше ослаблення королівської влади. Не маючи більше володінь, окрім як у межиріччі Сени і Мези, підкоряючись волі маркізів, управління країною для Карломана стало не більш, як ілюзією.

### Боротьба з норманами
У жовтні 882 року нормани зміцнилися в Конде і жорстоко спустошили королівство Карломана, при цьому змусивши покинути королівство всіх жителів, що залишалися на тому березі Сомми. Король переслідував їх і наздогнав в Аво. У битві, що розгорілася, франки здобули перемогу, при цьому загинуло близько тисячі норманів, проте, це не зупинило норманів, і вони продовжували спустошувати вогнем і мечем все королівство аж до Уази. Вони зносили стіни і вщент руйнували монастирі і церкви, продавали за море і вбивали місцевих жителів, не зустрічаючи жодного опору. Гуго Абат зібрав армію в своїх володіннях і прийшов на допомогу королеві, але і спільно вони не змогли нічого добитися. Нормани розсіялися в різні боки і з незначними втратами повернулися до своїх кораблів.
У 883 році нормани спалили монастир і церкву св. Квентіна, а також церкву святої Богоматері в місті Аррас. Король Карломан знову почав переслідувати норманів, не зробивши, правда, нічого гідного і корисного. З настанням весни нормани покинули Конде і відправилися до узбережжя. Там вони залишалися все літо, змусивши фламінгів — одне з племен, що населяли Фрисландію, — втікати зі своїх земель і, лютуючи, спустошувати все вогнем і мечем.
З наближенням осені король Карломан, щоб захистити королівство, влаштувався з військом в окрузі Віме, навпроти Лав'єра; нормани ж з кіннотою і пішими загонами прийшли в Лав'єр в кінці жовтня; і, оскільки їхні кораблі увійшли з моря в Сомму, вони змусили короля зі всім його військом відступити за Уазу. Потім вони влаштувалися на зимівлю в Ам'єні; звідси вони спустошували всі землі до Сени і на обох берегах Уази і, не зустрічаючи опору, продовжували спалювати монастирі і церкви.
Не маючи сил протистояти норманам, франки послали до них якогось дана Зиґфріад, що прийняв християнство, щоб він переговорив з їхніми вождями про можливість виплати викупу, щоб позбавити королівство від їхніх набігів.
Нормани зажадали від короля і франків 12 тисяч фунтів срібла і обіцяли не нападати на землі франків на тому березі Уази. З лютого і до жовтня 884 року цей договір взаємно зберігався. Проте володіння франків по той бік Шельди продовжували спустошуватися.

## Смерть Карломана II
Юний король загинув від нещасного випадку на полюванні. У той момент, коли король хотів заколоти кабана, один з тих, що супроводжували його, бажаючи допомогти йому, випадково поранив Карломана в гомілку. Отримавши рану, король прожив ще сім днів, але помер 12 грудня 884 року у віці 18 років. Його тіло було перевезене в Сен-Дені і там поховане.
Із онуків Карла II Лисого залишився лише молодший син Людовика II Заїки, малолітній Карл, що ледве досяг п'яти років. Тому королем Франції було обрано імператора Карла III Товстого, і він об'єднав у своїх руках всі володіння каролінзької імперії.